# World Series Finals
Les World Series Squash Finals (WSSF) est un tournoi annuel entre les huit meilleurs joueurs de squash sélectionnés en fonction des performances réalisés lors des tournois World Series, les tournois les plus prestigieux du circuit masculin. Cette compétition existe depuis 1992. La finale a lieu après l'année écoulée.

## Palmarès

### Hommes
| Année   | Lieu                  | Champion                   | Finaliste                  | Score                            |
| ------- | --------------------- | -------------------------- | -------------------------- | -------------------------------- |
| 2025    | Toronto               | Joel Makin                 | Mostafa Asal               | 11-10, 11-7, 1-0 ret (61 min)    |
| 2024    | Bellevue (Washington) | Ali Farag                  | Mostafa Asal               | 11-5, 5-2, rtd (17 min)          |
| 2023    | Le Caire              | Mostafa Asal               | Diego Elías                | 9-11, 11-6, 11-3, 11-5           |
| 2022    | Le Caire              | Mostafa Asal               | Paul Coll                  | 13-11, 11-8, 11-7                |
| 2021    | Le Caire              | Mostafa Asal               | Mohamed El Shorbagy        | 12-14, 11-4, 11-7, 11-3 (70 min) |
| 2020    | Le Caire              | Marwan El Shorbagy         | Karim Abdel Gawad          | 11–6, 11–5, 11–3                 |
| 2019    | Le Caire              | Karim Abdel Gawad          | Mohamed Abouelghar         | 12–10, 11–6, 5–11, 8–11, 12–10   |
| 2018    | Dubai                 | Mohamed El Shorbagy        | Ali Farag                  | 9-11, 11-9, 11-3, 11-8           |
| 2017    | Dubai                 | Mohamed El Shorbagy        | James Willstrop            | 12-10, 11-9, 11-8                |
| 2016    | Dubai                 | Grégory Gaultier           | Cameron Pilley             | 11-4, 11-5, 8-11, 11-6           |
| 2013/14 | Richmond              | Ramy Ashour                | Mohamed El Shorbagy        | 15-17, 11-7, 11-4, 11-5          |
| 2012/13 | Londres               | Amr Shabana                | Nick Matthew               | 4-11, 11-2, 11-4, 11-7           |
| 2011/12 | Londres               | Amr Shabana                | Grégory Gaultier           | 6-11, 12-10, 11-7, 7-11, 11-8    |
| 2010/11 | Londres               | Nick Matthew / Amr Shabana | Nick Matthew / Amr Shabana | Non Joué                         |
| 2009    | Londres               | Grégory Gaultier           | Thierry Lincou             | 11-6, 8-11, 11-5, 11-5           |
| 2008    | Londres               | Grégory Gaultier           | Amr Shabana                | 11-9, 11-8, 11-8                 |
| 2007    | Manchester            | Ramy Ashour                | Grégory Gaultier           | 11-10 (2-0), 11-8, 4-11, 11-4    |
| 2006    | Londres               | Anthony Ricketts           | Lee Beachill               | 11-7, 6-11, 11-4, 11-10 (2-0)    |
| 2005    | Londres               | Jonathon Power             | Thierry Lincou             | 11-7, 11-6, 11-2                 |
| 2004    | Londres               | Thierry Lincou             | Joseph Kneipp              | 10-11 (0-2), 11-9, 11-2, 11-1    |
| 2003    | Londres               | Jonathon Power             | Peter Nicol                | 15-11, 10-15, 13-15, 15-4, 15-14 |
| 2002    | Londres               | David Palmer               | Thierry Lincou             | 15-9, 10-15, 15-7, 10-15, 15-4   |
| 2001    | Londres               | Peter Nicol                | David Palmer               | 15-7, 15-11, 13-15, 17-14        |
| 2000    | Londres               | Peter Nicol                | Simon Parke                | 13-15, 15-9, 15-12, 12-15, 15-12 |
| 1999    | Londres               | Peter Nicol                | Ahmed Barada               | 15-8, 9-15, 15-9, 15-11          |
| 1998    | Hatfield              | Jansher Khan               | Simon Parke                | 15-12, 13-15, 15-11, 15-10       |
| 1997    | Hatfield              | Jansher Khan               | Brett Martin               | 9-7, 9-5, 9-2                    |
| 1996    | Hatfield              | Del Harris                 | Brett Martin               | 10-8, 7-9, 9-4, 6-9, 9-2         |
| 1995    | Pas de compétition    | Pas de compétition         | Pas de compétition         | Pas de compétition               |
| 1994    | Zurich                | Jansher Khan               | Peter Marshall             | 8-15, 15-8, 15-7, 15-9           |
| 1993    | Zurich                | Jansher Khan               | Chris Dittmar              | 15-10, 10-15, 15-13, 15-8        |

### Femmes
| Année   | Lieu                  | Champion           | Finaliste          | Score                                    |
| ------- | --------------------- | ------------------ | ------------------ | ---------------------------------------- |
| 2025    | Toronto               | Nouran Gohar       | Olivia Weaver      | 11-10, 9-11, 11-8, 11-3 (61 min)         |
| 2024    | Bellevue (Washington) | Nouran Gohar       | Nour El Sherbini   | 7-11, 11-2, 11-9, 11-10 (57 min)         |
| 2023    | Le Caire              | Nouran Gohar       | Hania El Hammamy   | 10–11, 11–9, 9–11, 11–6, 12–10 (130 min) |
| 2022    | Le Caire              | Nour El Sherbini   | Nouran Gohar       | 11-6, 11-8, 11-5                         |
| 2021    | Le Caire              | Nouran Gohar       | Hania El Hammamy   | 11-9, 11-6, 8-11, 11-8 (77 min)          |
| 2020    | Le Caire              | Hania El Hammamy   | Nour El Tayeb      | 9–11, 9–11, 11–9, 11–4, 11–3             |
| 2019    | Le Caire              | Raneem El Weleily  | Camille Serme      | 12–10, 11–6, 5–11, 8–11, 12–10           |
| 2018    | Dubai                 | Nour El Sherbini   | Raneem El Weleily  | 11-5, 9-11, 11-8, 11-5                   |
| 2017    | Dubai                 | Laura Massaro      | Nour El Sherbini   | 11-8, 12-10, 11-5                        |
| 2016    | Dubai                 | Laura Massaro      | Raneem El Weleily  | 9-11, 11-6, 5-11, 12-10, 11-5            |
| 2013/14 | Pas de compétition    | Pas de compétition | Pas de compétition | Pas de compétition                       |
| 2012/13 | Londres               | Nicol David        | Laura Massaro      | 11-3, 11-2, 11-9                         |
| 2011/12 | Londres               | Nicol David        | Madeline Perry     | 11-9, 11-9, 11-9                         |